# Саша Мићковић
Саша Мићковић (Шпитал, 23. јул 1980) српски је песник рођен у Аустрији.

## Биографија
Рођен је 23. јул 1980. године у Шпиталу у Аустрији где је провео неколико година пре него што се са родитељима вратио у Србију у Рачу.
Мићковић је детињство провео у Рачи, где уз стрица Радмила Мићковића почиње с писањем првих сонета. Тада упознаје и др Миодрага Д. Игњатовића, који му заједно с Радмилом отвара песничку ризницу. Они га усмеравају ка сонетној техници и тада настају прве поетске грумуљице, а песник убрзо изучава преко 50 сонетних форми уз помоћ професора Часлава Ђорђевића и помоћу њих освежава свој стиховез. Саша примењује различите сонетне технике захтевне краљевске форме. Његова поезија је сплет духовних, филозофских и емотивних нити, које су уплетене у венац од преко 600 сонета. За Сашу је сонет метрички уређена, стилски избрушена песма, коју прати лепршавост музике, савршен склад речи и хармоничност. Сонет је песнички дворац у коме се многе чароликости крију мамећи лепотом изражаја. Осмислио је сонетну форму која се зове „Клепсидрични ретроградни сонет с акростихом”. Име форми је наденуо професор Часлав Ђорђевић. Тај сонет се може читати у оба смера. Члан је Удружења књижевника Србије и од јула 2017. има статус слободног уметника. Председник је Удружења књижевника `Уметнички хоризонт, које броји 120 чланова. Бави се издаваштвом и уредништвом преко Уметничког хоризонта. Приредио је и објавио преко четрдесет књига и шест зборника поезије.  
Написао је десет сонетних венаца:
- На врхунцу славе
- Спаситељ
- Обриси душе у очима
- Пад у ништа
- Песничка зарења
- Камени дани
- Куда ћемо душо
- Реч је завет
- Шумадијско село
- Космички шапат

Написао је поему "Вождов ликопис" ( триста стихова)

## Објављена дела
- Јастреб у олуји, ауторско издање (2011)
- Божанска Србија, издавач Беокњига, Београд (2012)
- Рачански песнички свитак, коаутор, издавач Народна библиотека "Радоје Домановић" Рача (2013)
- Духовна зарења, издавач Граматик, Београд (2014)
- Шпил сонета, издавач Биндер, Књижевна заједница Удружења књижевника Србије за Поморавски округ - УКС, Београд (2016)
- Успаванка за душу, издавачи, Културни центар "Радоје Домановић", Народна библиотека „Радоје Домановић” Рача (2016)
- Ода љубави, прва књига трилогије, издавач Народна библиотека „Радоје Домановић” Рача (2017).
- Лирикон, издавач Удружење књижевника `Уметнички хоризонт`, Крагујевац (2018)

Песме објављује у штампаним и електронским часописима: Књижевне новине, Савременик, Траг, Пролом, Свитак, Бранковина, Бдење, Књижевне вертикале, Балканске вертикале, Књижевни преглед, Културни мозаик, Диоген, Сизиф, Звездани колодвор, Корени - лист Срба из расејања, Људи говоре (Торонто), Босанска вила, Српска вила, Ријеч, Мајдан, Наслијеђе, Сретања, Словословље, Воштанице, Јесењин, Јеж, Етна, Носорог, Шипак, Авлија магазин, Уметнички хоризонт, Летопис српске духовне академије, Крило…
- Уврштен је у лексикон Српски писци у расејању 1914-2014 и др.

Песме су му заступљене у антологијама:
- Снови ињем посути (посвећена С. Јесењину)
- Последњи цветови зла (посвећена Ш. Бодлеру)
- Споменица слободара (посвећена жртвама фашистичке агресије)
- Од А до Ш - осам векова српске поезије (српско-немачка књига, приредио Јохан Лавунди)

Добитник је следећих награда:
- Треће место за сонетни венац На врхунцу славе, додељује Приједорски књижевни караван, Република Српска (2013)
- Прва награда за песму Химна жени, додељује Клуб на книжевни творци „Симбиоза” Куманово, Македонија (2014)
- Песничка хрисовуља, додељује Српска духовна академија Параћин (2016)
- Годишња награда општине Рача (2016)
- Прва награда VerbumlandiArt за песму Химна мира у Италији
- Дучићева лира, Добој (2017)
- Песмодари мира, прва награда за песму Живот је игра (2018)